# Camponotus newzealandicus
Camponotus newzealandicus är en myrart som beskrevs av Horace Donisthorpe 1940. Camponotus newzealandicus ingår i släktet hästmyror, och familjen myror. Inga underarter finns listade.